# محمد بسيوني
محمد بسيوني (1937 - 18 سبتمبر 2011) هو عسكري ودبلوماسي مصري. شغل منصب سفير مصر بإسرائيل قبل أن يصدر الرئيس محمد حسني مبارك قرارًا بسحب السفير المصري من إسرائيل احتجاجًا على ممارسات إسرائيل الوحشية في الانتفاضة الفلسطينية الثانية.

## حياته
التحق بالكلية الحربية وتخرج منها لينضم إلى الجيش المصري في عام 1956 وخدم في جهاز المخابرات الحربية المصرية، حتى وصل إلى رتبة العميد. في عام 1973، شغل منصب الملحق العسكري بسفارة مصر في دمشق، خلال تلك الفترة لعب دوراً أساسيا في التنسيق للهجوم المشترك بين مصر وسوريا ضد إسرائيل. في عام 1973، تم تعيينه ملحقا عسكريا في سفارة مصر بطهران.
بعد التوقيع على معاهدة كامب ديفيد في عام 1979 بين مصر وإسرائيل وتبادل السفراء، عُين بسيوني نائباً لسفير مصر في تل أبيب. بعد أن سحبت مصر السفير سعد مرتضى في عام 1982 احتجاجا على اندلاع حرب لبنان، تم تعيينه لإدارة السفارة حتى عام 1986، ثم تم تعيينه رسميا سفيرا لمصر في إسرائيل.
شغل محمد بسيوني المنصب حتى عام 2000، حتى تم استدعائه إلى مصر احتجاجا على ممارسات إسرائيل الوحشية في الانتفاضة الفلسطينية الثانية. وبعد عودته إلى مصر تم اختياره نائبا لرئيس لجنة الشئون العربية والخارجية في مجلس الشورى ثم رئيسا لنفس اللجنة ثم رئيسا للجنة حقوق الإنسان في مجلس الشورى في يناير 2011 إلى أن تم حل المجلس.
خلال فترة عمله سفيرا لمصر لدى إسرائيل، اتهمته راقصة إسرائيلية بالتحرش بها جنسيا. إلا أن ملف التحقيق أغلق بسبب الحصانة الدبلوماسية.

## وفاته
وفي صباح يوم الأحد الموافق 18 سبتمبر 2011 وافته المنية عن عمر يناهز 74 عامًا بعد معاناة من أمراض الضغط والسكر. وتقدم رئيس المجلس الأعلى للقوات المسلحة المشير محمد حسين طنطاوي المشيعين في جنازة محمد بسيوني، وأقيمت صلاة الجنازة في مسجد القوات المسلحة يحمل اسم آل رشدان.
1. ↑  المشير طنطاوي يتقدم مشيعي جثمان السفير محمد بسيونى من مسجد "آل رشدان"، الأهرام، ولوج في 18 سبتمبر، 2011. نسخة محفوظة 26 مارس 2020 على موقع واي باك مشين.

- اليوم السابع
- الشرق الأوسط[وصلة مكسورة]